# Donavan Grondin
Donavan Vincent Grondin (Saint-Denis, 26 settembre 2000) è un pistard e ciclista su strada francese che corre per il team Arkéa-B&B Hotels. Specialista dell'endurance su pista, professionista dal 2020, è stato medaglia di bronzo olimpica a Tokyo 2020 nell'americana, campione del mondo 2021 nello scratch, campione d'Europa 2022 nell'omnium e campione del mondo 2022 nell'americana.

## Palmarès

### Pista
- 2017

Campionati francesi, Americana (con Florian Hoarau)
- 2018

Campionati del mondo, Omnium Junior
- 2019

Sei giorni delle Rose, Americana (con Benjamin Thomas)
Sei giorni delle Rose, Omnium
Campionati francesi, Inseguimento a squadre (con Thomas Denis, Valentin Tabellion, Florian Maitre e Louis Pijourlet)
Campionati francesi, Omnium
Campionati francesi, Americana (con Florian Maitre)
2ª prova Coppa del mondo 2019-2020, Americana (Glasgow, con Benjamin Thomas)
Three Days Aigle, Americana, con Benjamin Thomas)
- 2020

Three Days Aigle, Scratch
- 2021

Belgian Track Meeting, Americana (con Benjamin Thomas)
Sei giorni delle Rose, Americana (con Benjamin Thomas)
Campionati del mondo, Scratch
- 2022

Campionati europei, Omnium
Trois Jours d'Aigle, Americana (con Benjamin Thomas)
Trois Jours d'Aigle, Omnium
Campionati del mondo, Americana (con Benjamin Thomas)
- 2023

Belgian Track Meeting, Scratch
Belgian Track Meeting, Americana (con Benjamin Thomas)
Belgian Track Meeting, Omnium
Coppa delle Nazioni, Omnium (Milton)

### Strada
- 2018 (Juniores)

Campionati francesi, Prova in linea Junior
Classifica generale Boucles de Seine-et-Marne

#### Altri successi
- 2017 (Juniores)

Classifica giovani Trophée Centre Morbihan

## Piazzamenti

### Grandi Giri
- Giro d'Italia

2024: 119°

### Classiche monumento
- Giro delle Fiandre

2024: ritirato
- Parigi-Roubaix

2024: 82°

### Competizioni mondiali
- Campionati del mondo su pista

Aigle 2018 - Inseguimento a squadre Junior: 2º
Aigle 2018 - Omnium Junior: vincitore
Aigle 2018 - Americana Junior: 6º
Berlino 2020 - Americana: 6º
Roubaix 2021 - Scratch: vincitore
Roubaix 2021 - Omnium: 7º
Roubaix 2021 - Corsa a eliminazione: 4º
St. Quentin-en-Yv. 2022 - Scratch: 5º
St. Quentin-en-Yv. 2022 - Americana: vincitore
Glasgow 2023 - Corsa a eliminazione: 9º
Glasgow 2023 - Scratch: 5º
Glasgow 2023 - Corsa a punti: 11º
- Giochi olimpici

Tokyo 2020 - Americana: 3º

### Competizioni europee
- Campionati europei su pista

Gand 2019 - Corsa a eliminazione Under-23: 4º
Gand 2019 - Omnium Under-23: 2º
Gand 2019 - Americana Under-23: 2º
Monaco di Baviera 2022 - Scratch: 6º
Monaco di Baviera 2022 - Omnium: vincitore
Monaco di Baviera 2022 - Americana: 2º
Grenchen 2023 - Corsa a eliminazione: 4º
Grenchen 2023 - Americana: 3º
Grenchen 2023 - Corsa a punti: 3º
Grenchen 2023 - Scratch: 3º
Apeldoorn 2024 - Americana: 2º
Apeldoorn 2024 - Corsa a eliminazione: 5º
- Campionati europei su strada

Plouay 2020 - Staffetta mista: 4º
- Giochi europei

Minsk 2019 - In linea: ritirato